# Суперкубок Хорватии по футболу
Суперкубок Хорватии по футболу (хорв. Hrvatski nogometni superkup) — матч между победителем чемпионата и обладателем Кубка.

## Результаты
| Год  | Победитель                                                    | Счет                                                          | Проигравший                                                   |
| ---- | ------------------------------------------------------------- | ------------------------------------------------------------- | ------------------------------------------------------------- |
| 1992 | Хайдук                                                        | 0:0, 3:1 (пен.)                                               | Интер                                                         |
| 1993 | Хайдук                                                        | 4:4, 0:0                                                      | Динамо                                                        |
| 1994 | Хайдук                                                        | 1:0, 0:1, 5:4 (пен.)                                          | Динамо                                                        |
| 1995 | «Хайдук» выиграл чемпионат и кубок                            | «Хайдук» выиграл чемпионат и кубок                            | «Хайдук» выиграл чемпионат и кубок                            |
| 1996 | «Динамо» выиграло чемпионат и кубок                           | «Динамо» выиграло чемпионат и кубок                           | «Динамо» выиграло чемпионат и кубок                           |
| 1997 | «Динамо» выиграло чемпионат и кубок                           | «Динамо» выиграло чемпионат и кубок                           | «Динамо» выиграло чемпионат и кубок                           |
| 1998 | «Динамо» выиграло чемпионат и кубок                           | «Динамо» выиграло чемпионат и кубок                           | «Динамо» выиграло чемпионат и кубок                           |
| 1999 | Не проводился. «Динамо» выиграло чемпионат, «Осиек» — кубок.  | Не проводился. «Динамо» выиграло чемпионат, «Осиек» — кубок.  | Не проводился. «Динамо» выиграло чемпионат, «Осиек» — кубок.  |
| 2000 | Не проводился. «Динамо» выиграло чемпионат, «Хайдук» — кубок. | Не проводился. «Динамо» выиграло чемпионат, «Хайдук» — кубок. | Не проводился. «Динамо» выиграло чемпионат, «Хайдук» — кубок. |
| 2001 | Не проводился. «Хайдук» выиграл чемпионат, «Динамо» — кубок.  | Не проводился. «Хайдук» выиграл чемпионат, «Динамо» — кубок.  | Не проводился. «Хайдук» выиграл чемпионат, «Динамо» — кубок.  |
| 2002 | Динамо                                                        | 3:2                                                           | Загреб                                                        |
| 2003 | Динамо                                                        | 4:1                                                           | Хайдук                                                        |
| 2004 | Хайдук                                                        | 1:0                                                           | Динамо                                                        |
| 2005 | Хайдук                                                        | 1:0                                                           | Риека                                                         |
| 2006 | Динамо                                                        | 4:1                                                           | Риека                                                         |
| 2007 | «Динамо» выиграло чемпионат и кубок                           | «Динамо» выиграло чемпионат и кубок                           | «Динамо» выиграло чемпионат и кубок                           |
| 2008 | «Динамо» выиграло чемпионат и кубок                           | «Динамо» выиграло чемпионат и кубок                           | «Динамо» выиграло чемпионат и кубок                           |
| 2009 | «Динамо» выиграло чемпионат и кубок                           | «Динамо» выиграло чемпионат и кубок                           | «Динамо» выиграло чемпионат и кубок                           |
| 2010 | Динамо                                                        | 1:0                                                           | Хайдук                                                        |
| 2011 | «Динамо» выиграло чемпионат и кубок                           | «Динамо» выиграло чемпионат и кубок                           | «Динамо» выиграло чемпионат и кубок                           |
| 2012 | «Динамо» выиграло чемпионат и кубок                           | «Динамо» выиграло чемпионат и кубок                           | «Динамо» выиграло чемпионат и кубок                           |
| 2013 | Динамо                                                        | 1:1, 4:1 (пен.)                                               | Хайдук                                                        |
| 2014 | Риека                                                         | 2:1                                                           | Динамо                                                        |
| 2015 | «Динамо» выиграло чемпионат и кубок                           | «Динамо» выиграло чемпионат и кубок                           | «Динамо» выиграло чемпионат и кубок                           |
| 2016 | «Динамо» выиграло чемпионат и кубок                           | «Динамо» выиграло чемпионат и кубок                           | «Динамо» выиграло чемпионат и кубок                           |
| 2017 | «Риека» выиграла чемпионат и кубок                            | «Риека» выиграла чемпионат и кубок                            | «Риека» выиграла чемпионат и кубок                            |
| 2018 | «Динамо» выиграло чемпионат и кубок                           | «Динамо» выиграло чемпионат и кубок                           | «Динамо» выиграло чемпионат и кубок                           |
| 2019 | Динамо                                                        | 1:0                                                           | Риека                                                         |
| 2020 | Отменён                                                       | Отменён                                                       | Отменён                                                       |
| 2021 | «Динамо» выиграло чемпионат и кубок                           | «Динамо» выиграло чемпионат и кубок                           | «Динамо» выиграло чемпионат и кубок                           |
| 2022 | Динамо                                                        | 0:0, 4:1 (пен.)                                               | Хайдук                                                        |
| 2023 | Динамо                                                        | 1:0, 4:1                                                      | Хайдук                                                        |
| 2024 | «Динамо» выиграло чемпионат и кубок                           | «Динамо» выиграло чемпионат и кубок                           | «Динамо» выиграло чемпионат и кубок                           |

## Выступления клубов
| Клуб   | Титулы | Год                                            |
| ------ | ------ | ---------------------------------------------- |
| Динамо | 8      | 2002, 2003, 2006, 2010, 2013, 2019, 2022, 2023 |
| Хайдук | 5      | 1992, 1993, 1994, 2004, 2005                   |
| Риека  | 1      | 2014                                           |